# Liste der Stolpersteine in der Provinz Padua

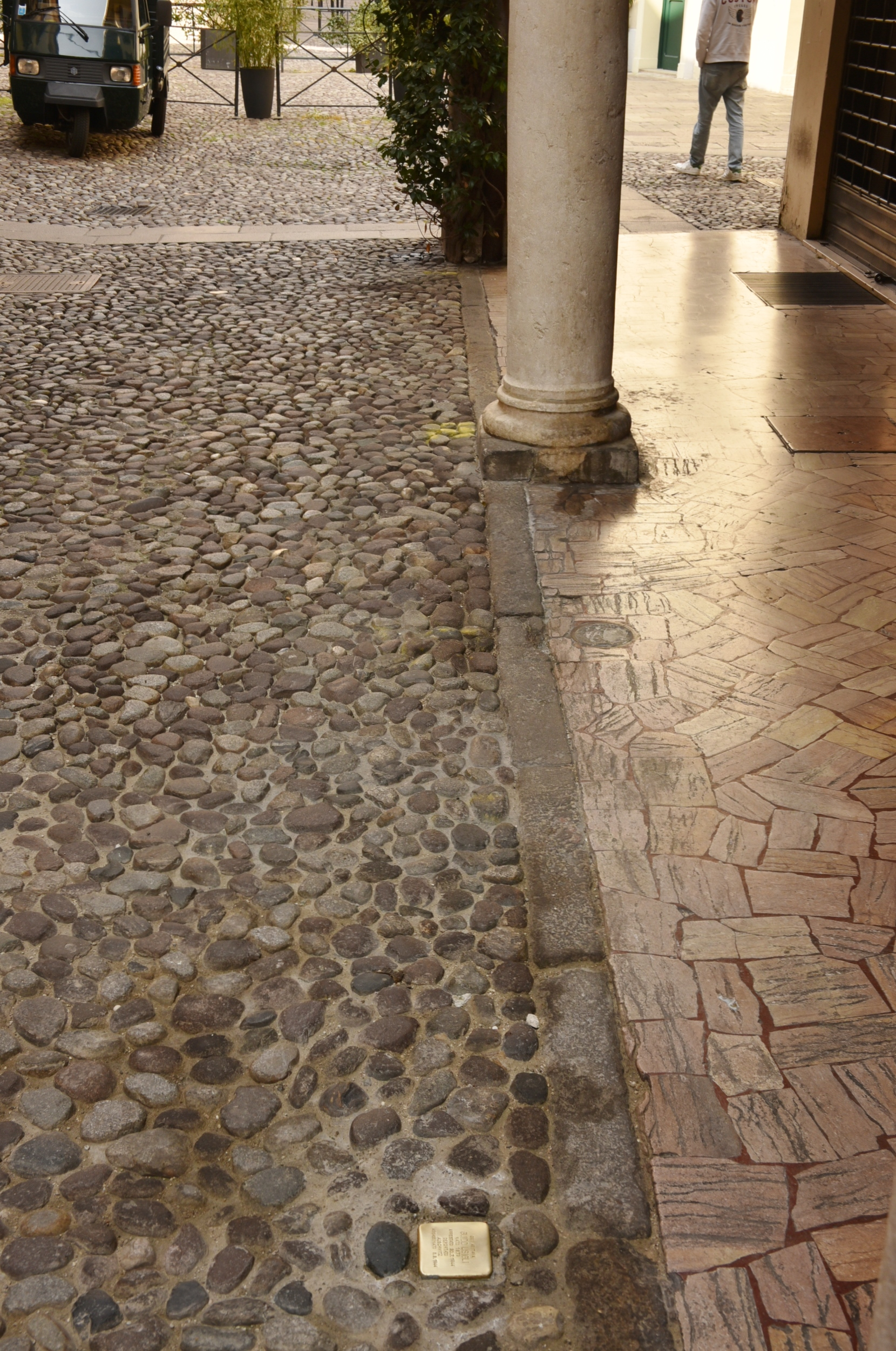
Stolperstein in Padua

Die Liste der Stolpersteine in der Provinz Padua enthält die Stolpersteine in der italienischen Provinz Padua in Venetien, die an das Schicksal der Menschen dieser Stadt erinnern, die von Nationalsozialisten oder italienischen Faschisten ermordet, deportiert, vertrieben oder in den Suizid getrieben wurden. Die Stolpersteine wurden von Gunter Demnig verlegt, deren Name lautet auf Italienisch: pietre d'inciampo.
Im Regelfall liegen die Stolpersteine vor dem letzten selbstgewählten Wohnsitz des Opfers. Die ersten Verlegungen in dieser Provinz erfolgten am 13. Januar 2015 in Padua.

## Listen

### Bovolenta
In Bovolenta wurden zwei Stolpersteine für die Brüder Gioachino und Giuseppe Niero an einer Adresse verlegt:
| Stolperstein | Übersetzung | Verlegeort            | Name, Leben |
| ------------ | --- | --------------------- | --- |
|              | HIER WOHNTE GIOACHINO NIERO GEBOREN 1907 VERHAFTET SEPT. 1943 DEPORTIERT MAUTHAUSEN ERMORDET 18.4.1945 SANKT KONRAD | Piazza Accademia 24 · | Gioachino Niero wurde am 29. Juni 1907 in Bovolenta geboren, als Erstgeborener unter sieben Geschwistern. Seine Eltern waren Gesù Romano Niero und Stella Brunello. Zuerst wohnte die Familie in der via Mazzini, später an der Piazza Accademia. Er besuchte die höhere Schule in Padua und studierte dann Wirtschaft an der Università Ca' Foscari in Venedig. Im Oktober 1930 wurde er in den Offizierslehrgang der Alpini aufgenommen. Er leistete seinen Fahneneid in Belluno, wurde 1931 Unteroffizier und 1939 Leutnant der Reserve. Am 15. Februar 1943 wurde er neuerlich eingezogen und kämpfte danach auf dem Balkan. Während eines Erholungsaufenthaltes in seiner Heimatstadt sprach er sich nach dem 8. September 1943 bei einer öffentlichen Veranstaltung gegen die Rekrutierung junger Soldaten zugunsten der faschistischen Italienischen Sozialrepublik aus. Er wurde von Faschisten aus Bovolenta aus der Wohnung verschleppt, zuerst ins Durchgangslager Fossoli, später in das Konzentrationslager Mauthausen deportiert. Er musste Zwangsarbeit verrichten und wurde von einem Außenlager ins nächste verlegt. Am 18. April starb er auf dem Todesmarsch zum Außenlager Ebensee in St. Konrad. In Kirchdorf an der Krems erinnert ein Denkmal an die Opfer. |
|              | HIER WOHNTE GIUSEPPE NIERO GEBOREN 1911 ERMORDET 16.3.1945 SANT'ANGELO DI PIOVE DI SACCO                            | Piazza Accademia 24 · | Giuseppe Niero wurde am 2. Februar 1911 in Bovolenta geboren. Er war eines der sieben Kinder des Paares Stella Brunello und Gesù Romano Niero. Giuseppe war Landwirt und lebte in Campolongo Maggiore, einer Gemeinde in der Metropolitanstadt Florenz. Giuseppe Niero war bekannter Antifaschist. Am 16. März 1945 wurde er von den Schwarzen Brigaden aus Piove di Sacco (PD), welche unter dem Kommando von Ulderico Sadocco standen, festgenommen. Der junge Giuseppe wurde in die Kaserne in Sant’Angelo di Piove di Sacco gebracht, wo man ihn beschuldigte, englischen Soldaten Unterschlupf gegeben zu haben. Er wurde gefoltert und noch am selben Tag ermordet. |

### Padua
In Padua wurden bis Februar 2022 insgesamt 34 Stolpersteine verlegt.
Die Tabelle ist teilweise sortierbar; die Grundsortierung erfolgt alphabetisch nach dem Familiennamen.
| Stolperstein | Übersetzung | Verlegeort                                   | Name, Leben |
| ------------ | --- | -------------------------------------------- | --- |
|              | HIER WOHNTE GIULIO ANCONA GEBOREN 1872 VERHAFTET 30.7.1944 DEPORTIERT AUSCHWITZ ERMORDET 6.8.1944                          | Via Giovanni Prati, 7 ·                      | Giulio Ancona wurde am 29. Februar 1872 in Padua als Sohn von Leon Vita Ancona und Rachele Jarach geboren. Er heiratete Ada Levi. Das Paar hatte zwei Kinder, Enrico und Irma. Seine Ehefrau und seine Tochter wurden im Dezember 1943 in Padua verhaftet, zuerst im KZ Vo' Vecchio in Padua interniert, später in der Risiera di San Sabba von Triest. Am 30. Juli 1944 wurde auch Giulio Ancona verhaftet, er kam in das Gefängnis von Padua. Am nächsten Tag wurden seine Frau und seine Tochter mit dem Konvoi No. 33T in das Vernichtungslager Auschwitz deportiert und dort unmittelbar nach der Ankunft am 3. August 1944 in einer Gaskammer ermordet. Am 2. August 1944 wurde Giulio Ancona mit dem Konvoi No. 14 nach Auschwitz deportiert und dort unmittelbar nach der Ankunft am 6. August 1944 in einer Gaskammer ermordet. Sein Sohn konnte sich verstecken, nahm eine andere Identität an und überlebte so die Shoah. Dessen Tochter, Maria Antonietta Ancona, wurde später Präsidentin des Sizilianischen Institutes für Hebräische Studien. Sie war bei der Verlegung der Stolpersteine für ihre Familienangehörigen anwesend. |
|              | HIER WOHNTE IRMA ANCONA GEBOREN 1903 VERHAFTET 4.12.1943 DEPORTIERT AUSCHWITZ ERMORDET 3.8.1944                            | Via Giovanni Prati, 7 ·                      | Irma Ancona wurde am 12. Oktober 1903 in Padua als Tochter von Giulio Anconai und Ada Levi geboren. Sie hatte einen Bruder, Enrico. Irma Ancona blieb unverheiratet. Am 4. Dezember 1943 wurde sie als erste ihrer Familie verhaftet. Am 31. Dezember 1943 wurde auch ihre Mutter gefangen genommen. Beide waren zuerst im KZ Vo' Vecchio in Padua interniert, später in der Risiera di San Sabba von Triest. Sie wurden am 31. Juli 1944 mit dem Konvoi No. 33T in das Vernichtungslager Auschwitz deportiert. Irma Ancona wurde zusammen mit ihrer Mutter unmittelbar nach der Ankunft am 3. August 1944 in einer Gaskammer ermordet. Ihr Vater wurde drei Tage später ebenfalls in einer Gaskammer von Auschwitz ermordet. Ihr Bruder konnte die Shoah überleben und eine Familie gründen. |
|              | HIER STUDIERTE GIORGIO ARANY GEBOREN 1919 VERHAFTET 6.3.1944 DEPORTIERT AUSCHWITZ ERMORDET                                 | Via VIII Febbraio 1848, 2 · Palazzo del Bo · | Giorgio Arany wurde am 1. Dezember 1919 in Győr, einer Stadt im Westen Ungarns, geboren. Seine Eltern waren Caterina Goldberger und Desiderio Arany. Der junge Giorgio immatrikulierte sich im akademischen Jahr 1937–38 an der Universität Padua, wurde 1938 allerdings aufgrund der italienischen Rassengesetze ausgeschlossen. Wenig später konnte er sein Studium an der Fakultät für Ingenieurswesen mit einer Sondererlaubnis wieder aufnehmen. Am 6. März 1944 wurde Giorgio Arany in Triest verhaftet und im KZ Risiera di San Sabba interniert. Während seiner monatelangen Gefangenschaft wurde auch seine Mutter Caterina am 6. Mai 1944 verhaftet. Am 11. Juli deportierte man ihn mit dem Transport Nr. 31T ins KZ Auschwitz. Bei seiner Ankunft im KZ am 14. Juli 1944 wurde er mit der Matrikelnummer A-17543 registriert. Giorgio Arany hat die Shoah nicht überlebt. Auch seine Mutter überlebte die Shoah nicht. |
|              | HIER WOHNTE GEMMA BASSANI GEBOREN 1911 VERHAFTET 16.12.1943 DEPORTIERT AUSCHWITZ ERMORDET                                  | Via San Martino e Solferino, 9 ·             | Gemma Bassani wurde am 22. März 1911 in Chioggia geboren. Ihre Eltern waren Alba Sinigallia und Filiberto Bassani und sie hatte einen Bruder namens Giorgio. Gemma besuchte das Gymnasium Liceo Tito Livio und studierte anschließend an der Fakultät für Literatur der Universität Padua. Nach ihrem Abschluss arbeitete Gemma Bassani als Lehrerin. Nach dem Tod ihrer Eltern lebte Gemma bei ihrem Bruder Giorgio, welcher ebenfalls als Lehrer arbeitete. Ab dem Jahr 1938 war es aufgrund der italienischen Rassengesetze beiden Geschwistern verboten, weiterhin als Lehrer an öffentlichen Schulen zu arbeiten. Sie lehrten daraufhin an der Schule, welche die jüdische Gemeinde ins Leben gerufen hatte. Außerdem begann Gemma, private Musikstunden in Venedig zu geben. Nachdem Gemma Bassani heimlich und verbotenerweise einen Nicht-Juden namens Brunello geheiratet hatte, wurde sie am 16. Dezember 1943 von der italienischen Polizei in Rom festgenommen. Daraufhin wurde sie zuerst im Gefängnis der Stadt, dann im Gefängnislager Vo’Euganeo in Padua interniert. Später wurde sie ins KZ Risiera di San Sabba überstellt. Mehr als ein halbes Jahr nach ihrer Verhaftung deportierte man Gemma Bassani am 31. Juli 1944 mit dem Transport Nr. 33T ins KZ Auschwitz. Über ihr Schicksal nach der Ankunft im KZ am 3. August 1944 ist nichts bekannt. Fest steht allerdings, dass Gemma Bassani die Shoah nicht überlebt hat. |
|              | HIER WOHNTE AMALIA DINA COEN SACERDOTI GEBOREN 1875 VERHAFTET 10.5.1944 DEPORTIERT AUSCHWITZ ERMORDET 3.8.1944             | Via San Martino e Solferino, 9 ·             | Amalia Dina Coen Sacerdoti wurde am 24. Dezember 1875 in Carrara geboren. Ihre Eltern waren Elvira und Achille Dina. Amalia war verheiratet mit Eugenio Coen Sacerdoti, dem Rabbiner der jüdischen Gemeinde Paduas von 1936 bis 1943. Als die Verfolgung der Juden in Italien begann, versteckten sich Eugenio und Amalia in einem Haus auf dem Land. Später fanden sie mit vier anderen sehr betagten und kranken Juden Schutz im Krankenhaus Camposampiero. Die Verhaftung des Paares erfolgte am 10. Mai 1944 ebendort. Am 17. Juli 1944 wurde das Paar am frühen Nachmittag ins Gefängnis von Padua und wenige Tage später ins KZ Risiera di San Sabba überstellt. Ausgehend von dort wurden die beiden am 31. Juli mit dem Transport Nr. 33T nach Auschwitz deportiert. Bei ihrer Ankunft im KZ Auschwitz am 3. August 1944 wurden Eugenio Coen Sacerdoti und seine Frau Amalia Dina Coen Sacerdoti sofort ermordet. |
|              | HIER WOHNTE EUGENIO COEN SACERDOTI GEBOREN 1880 VERHAFTET 10.5.1944 DEPORTIERT AUSCHWITZ ERMORDET 3.8.1944                 | Via San Martino e Solferino, 9 ·             | Eugenio Coen Sacerdoti wurde am 2. März 1880 in Venedig geboren. Seine Eltern waren Anna Fiandra und Marco Coen Sacerdoti. Eugenio war verheiratet mit Amalia Dina. Eugenio Coen Sacerdoti war Rabbiner der jüdischen Gemeinde von Padua von 1936 bis 1943. Er war der geistige Leiter vieler Gemeindemitglieder und ein kultivierter und belesener Mann. Am Konservatorium von Pesaro war er der Schüler von Mascagni gewesen und daraufhin selbst Professor für Musik geworden. Als die Verfolgung der Juden in Italien begann, versteckten sich Eugenio und seine Frau Amalia in einem Haus auf dem Land. Später fanden sie mit vier anderen sehr betagten und kranken Juden Schutz im Krankenhaus Camposampiero. Im April 1944 hatte das Paar die Möglichkeit zu fliehen, zog es allerdings vor, sich zu stellen und sich im Campo di Vo’ internieren zu lassen, um in Gesellschaft der anderen Mitgliedern ihrer Gemeinde zu sein. Am 17. Juli 1944 wurde das Paar am frühen Nachmittag ins Gefängnis von Padua und wenige Tage später ins KZ Risiera di San Sabba überstellt. Ausgehend von dort wurden die beiden am 31. Juli mit dem Transport Nr. 33T nach Auschwitz deportiert. Bei ihrer Ankunft im KZ Auschwitz am 3. August 1944 wurden Eugenio Coen Sacerdoti und seine Frau Amalia Dina Coen Sacerdoti sofort ermordet. |
|              | HIER WOHNTE OSCAR COEN GEBOREN 1887 VERHAFTET 19.11.1943 DEPORTIERT AUSCHWITZ ERMORDET 6.8.1944                            | Via San Martino e Solferino, 9 ·             | Oscar Coen wurde am 28. Juli 1887 in Alexandria, in Ägypten geboren. Seine Eltern waren Ester Salamon und Guglielmo Coen. Oscar und seine Familie hatten immer im Ausland (zuerst in Ägypten, später in Frankreich) gelebt, kehrte aber 1913 nach Italien zurück, um freiwillig den Militärdienst anzutreten und an der Seite Italiens zu kämpfen. Nach weiteren Reisen beschloss er 1936 schließlich endgültig in das Land seiner Urväter zurückzukehren. Er lebte in Padua und wurde dort am 19. November 1943 festgenommen. Daraufhin war er monatelang im Gefängnis der Stadt in Haft. Fast neun Monate nach seiner Verhaftung, am 2. August 1944 wurde er mit dem Transport Nr. 14 ins KZ Auschwitz deportiert. Bei seiner Ankunft in Auschwitz am 6. August 1944 wurde Oscar Coen mit dem Buchstaben S registriert und sofort ermordet. |
|              | HIER WOHNTE ESTER GIOVANNA COLOMBO GEBOREN 1927 VERHAFTET 2.12.1943 DEPORTIERT AUSCHWITZ ERMORDET                          | Via San Martino e Solferino, 13              | Ester Giovanna Colombo |
|              | IN PADUA WOHNTE PATER PLACIDO CORTESE GEBOREN 1907 VERHAFTET 8.10.1944 IM KERKER DER GESTAPO IN TRIEST ERMORDET 15.11.1944 | Piazza del Santo (Nähe Via Orto Botanico)    | Placido Cortese, ursprünglich Nicolò Cortese, wurde am 7. März 1907 auf der heute kroatischen Insel Cres geboren. Er trat 1920 in den Franziskanerorden ein, wurde 1930 zum Priester geweiht und wirkte danach in der Basilika des Heiligen Antonius von Padua. Er betreute auch die Häftlinge des Konzentrationslagers Chiesanova seelsorgerisch, überwiegend Slowenen. 1937 wurde er Herausgeber des Messaggero di Sant'Antonio, des Antoniusboten, einer Monatsschrift der Franziskaner. Nach der Besetzung Paduas durch deutsche Truppen baute der Kirchenmann ein Fluchthilfe-Netzwerk auf und half jüdischen Menschen und alliierten Kriegsgefangenen bei der Flucht in die Schweiz. Er kooperierte mit der Sektion Venetien des Comitato di Liberazione Nazionale und wurde unterstützt von den Schwestern Teresa und Lidia Martini. Er wurde verraten und am 8. Oktober 1944 verhaftet, in das Gestapo-Hauptquartier von Triest verschleppt, verhört, gefoltert und schließlich umgebracht. Sein Todestag war vermutlich der 15. November 1944. Im Juni 2017 wurde ihm postum die Medaglia d'oro al merito civile verliehen. |
|              | HIER WOHNTE EVA DUCCI GEBOREN 1922 VERHAFTET 11.2.1944 DEPORTIERT AUSCHWITZ ERMORDET JULI 1944                             | Via Damiano Chiesa 4 ·                       | Eva Ducci wurde am 26. Dezember 1922 geboren. Ihre Eltern waren Luisa Hoffmann und Rodolfo Ducci, ungarische Juden. 1913 bekam das Paar ihr erstes Kind, Teodoro, ebenfalls in Ungarn. Als Rodolfo nach seiner Heimkehr aus dem 1. Weltkrieg eine Welle von Antisemitismus erfuhr, beschloss er, Ungarn den Rücken zu kehren und mit seiner Familie nach Italien zu gehen, um sich dort ein neues Leben aufzubauen. Sie gingen nach Opatija, eine Küstenstadt im heutigen Kroatien, welche ab 1920 Teil Italiens war. Die junge Familie ließ sich dort nieder und 1922 kam Eva in der Wahlheimat zur Welt. 1925 erhielt die gesamte Familie die italienische Staatsbürgerschaft und zog 1929 nach Padua um. 1933 wurde der ursprüngliche Nachname der Familie „Deutsch“ vom Faschismus italianisiert und in „Ducci“ abgeändert. Teo studierte an der Universität Venedig, Eva besuchte das Gymnasium Liceo Tito Livio. Beiden Kindern wurde es schließlich verboten, weiter zu studieren und zu arbeiten. Nach dem 8. September 1943 kam die Familie Ducci in einer Pension in Venedig unter, später in Florenz. Am Abend des 10. Februar 1944 wurde die Familie infolge einer Denunziation von zwei italienischen Beamten in der Pension verhaftet. Am nächsten Morgen wurden sie unter Aufsicht eines hochrangigen Nazis in das florentinische Gefängnis Carcere delle murate gebracht, wo sie etwa einen Monat lang interniert waren. Daraufhin brachte man die Familie ins Durchgangslager Fossoli. Am 5. April 1944 wurde die Familie Ducci mit dem Transport Nr. 09 ins KZ Auschwitz deportiert. Die Eltern Luisa und Rodolfo wurden bei ihrer Ankunft am 10. April sofort ermordet. Eva Ducci wurde ins KZ Auschwitz-Birkenau überstellt und starb dort kurze Zeit später, am 30. Juni 1944, an Scharlach. Teodoro war bis zum 18. Januar 1945 im Lager interniert. Durch einen der berüchtigten Todesmärsche kam er ins KZ Mauthausen. Am 5. Mai 1945 wurde Teo Ducci von den Amerikanern aus dem KZ Mauthausen befreit. Teodoro Ducci überlebte die Shoah als einziges Mitglied der Familie und starb am 12. November 2002 im Alter von 89 Jahren. |
|              | HIER WOHNTE RODOLFO DUCCI GEBOREN 1887 VERHAFTET 11.2.1944 DEPORTIERT AUSCHWITZ ERMORDET 10.4.1944                         | Via Damiano Chiesa 4 ·                       | Rodolfo Ducci wurde am 9. März 1887 in Budapest geboren. Seine Eltern waren Fanny Stein und Carlo (Karl) Ducci. Die Familie war dank der guten Handelsverbindungen des Vaters gut abgesichert. Rodolfo heiratete Luisa Hoffmann, ebenfalls geboren in Ungarn. Am 12. August 1913 bekam das Paar sein erstes Kind, Teodoro. Im 1. Weltkrieg kämpfte Rodolfo im österreichisch-ungarischen Heer als Leutnant an der russischen Grenze. Im Laufe der vier Jahre, welche er im Krieg war, erlangte er vier Tapferkeitsmedaillen und drei Beförderungen. Nach seiner Heimkehr aus dem Krieg erfuhr er eine Welle von Antisemitismus in Ungarn. Daraufhin beschloss er, das Land für immer zu verlassen. Zusammen mit seiner Frau und seinem Sohn wollte er nach Italien gehen, um sich dort ein neues Leben aufzubauen. Die junge Familie ging nach Opatija, eine Küstenstadt im heutigen Kroatien, welche ab 1920 Teil Italiens war. Sie ließen sich dort nieder und am 26. Dezember 1922 kam Eva zur Welt. 1925 erhielt die gesamte Familie die italienische Staatsbürgerschaft und zog 1929 nach Padua um. 1933 wurde der ursprüngliche Nachname der Familie „Deutsch“ vom Faschismus italianisiert und in „Ducci“ abgeändert. Nach dem 8. September 1943 kam die Familie Ducci in einer Pension in Venedig unter, später in Florenz. Am Abend des 10. Februar 1944 wurde die Familie infolge einer Denunziation von zwei italienischen Beamten in der Pension verhaftet. Am nächsten Morgen wurden sie unter Aufsicht eines hochrangigen Nazis in das florentinische Gefängnis Carcere delle murate gebracht, wo sie etwa einen Monat lang interniert waren. Daraufhin brachte man die Familie ins Durchgangslager Fossoli. Am 5. April 1944 wurde die Familie Ducci mit dem Transport Nr. 09 ins KZ Auschwitz deportiert. Die Eltern Luisa und Rodolfo wurden bei ihrer Ankunft am 10. April sofort ermordet. Eva wurde ins KZ Auschwitz-Birkenau überstellt und starb dort kurze Zeit später, am 30. Juni 1944, an Scharlach. Teo war bis Januar 1945 Insasse des KZ Auschwitz, wurde dann gezwungen ins KZ Mauthausen zu marschieren und wurde schließlich am 5. Mai 1945 von den Amerikanern befreit. Teo überlebte die Shoah als einziges Mitglied der Familie Ducci. |
|              | HIER WOHNTE TEO DUCCI GEBOREN 1913 VERHAFTET 11.2.1944 DEPORTIERT AUSCHWITZ MAUTHAUSEN BEFREIT                             | Via Damiano Chiesa 4 ·                       | Teo Ducci, eigentlich Teodoro Ducci, wurde am 12. August 1913 in Budapest geboren. Seine Eltern waren Luisa Hoffmann und Rodolfo Ducci, ungarische Juden. Als sein Vater Rodolfo nach seiner Heimkehr aus dem 1. Weltkrieg eine Welle von Antisemitismus erfuhr, beschloss er, Ungarn den Rücken zu kehren und mit seiner Familie nach Italien zu gehen, um sich dort ein neues Leben aufzubauen. Sie gingen nach Opatija, eine Küstenstadt im heutigen Kroatien, welche ab 1920 Teil Italiens war. Die junge Familie ließ sich dort nieder und 1922 kam Teodoros Schwester Eva in der Wahlheimat zur Welt. Teo studierte an der Ca’Foscari, der Universität Venedig. Nach seinem Abschluss im Jahr 1939 war es ihm trotz allem aufgrund der Italienischen Rassengesetze verboten, in seinem erlernten Beruf zu arbeiten. Daher bleibt Teo nur die Arbeit im Betrieb seines Vaters als Verantwortlicher für die Verpackungsmaterialien. Nach dem 8. September 1943 kam die Familie Ducci in einer Pension in Venedig unter, später in Florenz. Am Abend des 10. Februar 1944 wurde die Familie infolge einer Denunziation von zwei italienischen Beamten in der Pension verhaftet. Am nächsten Morgen wurden sie unter Aufsicht eines hochrangigen Nazis in das florentinische Gefängnis Carcere delle murate gebracht, wo sie etwa einen Monat lang interniert war. Daraufhin brachte man die Familie ins Durchgangslager Fossoli. Am 5. April 1944 wurde die Familie Ducci mit dem Transport Nr. 09 ins KZ Auschwitz deportiert. Die Eltern Luisa und Rodolfo wurden bei ihrer Ankunft am 10. April sofort ermordet. Teo wurde mit der Matrikelnummer 180025 registriert. Eva Ducci wurde ins KZ Auschwitz-Birkenau überstellt und starb dort kurze Zeit später, am 30. Juni 1944, an Scharlach. Teo verlor jede Spur seiner Eltern und seiner Schwester. Er war bis zum 18. Januar 1945 im Lager interniert. Dann zwang man ihn, an einem der berüchtigten Todesmärsche teilzunehmen. Nach zehn Tagen kam er vollkommen ausgezehrt im KZ Mauthausen an. Am 5. Mai 1945 wurde Teo Ducci von den Amerikanern aus dem KZ Mauthausen befreit. Nach einigen Monaten des Aufenthalts in einem Krankenhaus in der Nähe kehrte er nach Florenz zurück. Das Haus der Familie in Padua war sequestriert und nicht mehr in deren Besitz. Sein restliches Leben setzte sich Teo Ducci für Aufklärungsarbeiten und Projekte gegen das Vergessen der Shoah ein. Er publizierte Bücher und Artikel und beteiligte sich an Projekten der Associazione Nazionale Ex Deportati nei Campi (ANED), einer Vereinigung der Menschen, welche in die Lager deportiert worden waren. Für seine Verdienste erhielt er im Dezember 1999 die goldene Ehrenmedaille der Provinz Mailand. Teodoro überlebte die Shoah als einziges Mitglied der Familie Ducci und starb am 12. November 2002 im Alter von 89 Jahren. |
|              | HIER WOHNTE LUISA HOFFMANN DUCCI GEBOREN 1889 VERHAFTET 11.2.1944 DEPORTIERT AUSCHWITZ ERMORDET 10.4.1944                  | Via Damiano Chiesa 4 ·                       | Luisa Hoffmann Ducci wurde am 15. Dezember 1889 in der ungarischen Stadt Székesfehérvár geboren. Ihre Eltern waren Giuseppina Gruenwald und Carlo Hoffmann. Luisa heiratete Rodolfo Ducci. Im August 1913 wurde das erste Kind des Paares, Teodoro, in Ungarn geboren. Nach seiner Rückkehr aus dem Ersten Weltkrieg beschloss Rodolfo aufgrund von wachsendem Antisemitismus, Ungarn den Rücken zu kehren und mit seiner Familie nach Italien zu gehen, um sich dort ein neues Leben aufzubauen. Sie gingen nach Opatija, eine Küstenstadt im heutigen Kroatien, welche ab 1920 Teil Italiens war. Die junge Familie ließ sich dort nieder und 1922 kam Eva in der Wahlheimat zur Welt. 1925 erhielt die gesamte Familie die italienische Staatsbürgerschaft und zog 1929 nach Padua um. 1933 wurde der ursprüngliche Nachname der Familie „Deutsch“ vom Faschismus italianisiert und in „Ducci“ abgeändert. Nach dem 8. September 1943 kam die Familie Ducci in einer Pension in Venedig unter, später in Florenz. Am Abend des 10. Februar 1944 wurde die Familie infolge einer Denunziation von zwei italienischen Beamten in der Pension verhaftet. Am nächsten Morgen wurden sie unter Aufsicht eines hochrangigen Nazis in das florentinische Gefängnis Carcere delle murate gebracht, wo sie etwa einen Monat lang interniert waren. Daraufhin brachte man die Familie ins Durchgangslager Fossoli. Am 5. April 1944 wurde die Familie Ducci mit dem Transport Nr. 09 ins KZ Auschwitz deportiert. Die Eltern Luisa und Rodolfo wurden bei ihrer Ankunft am 10. April mit dem Buchstaben S registriert und sofort ermordet. Eva Ducci wurde ins KZ Auschwitz-Birkenau überstellt und starb dort kurze Zeit später, am 30. Juni 1944, an Scharlach. Teodoro war lange Zeit im KZ Auschwitz, dann im KZ Mauthausen interniert. Am 5. Mai 1945 wurde er aus dem KZ befreit. Teodoro Ducci überlebte die Shoah als einziges Mitglied der Familie. |
|              | HIER PROMOVIERTE NORA FINZI GEBOREN 1909 VERHAFTET 4.12.1943 DEPORTIERT AUSCHWITZ ERMORDET                                 | Via VIII Febbraio 1848, 2 · Palazzo del Bo · | Nora Finzi wurde am 28. August 1909 in Triest geboren. Ihre Eltern waren Vittorio Finzi (geboren 1868 in Triest) und Jole Naschitz. Sie absolvierte das Abitur am Liceo classico in ihrer Heimatstadt und studierte dann an der Universität Padua Literaturwissenschaft. Am 28. Juni 1941 promovierte sie mit einer Arbeit im Bereich Religionsgeschichte. Danach kehrte sie nach Triest zurück. Finzo blieb unverheiratet. Sie wurde gemeinsam mit ihrem Vater am 4. Dezember 1943 in Triest verhaftet und zuerst im örtlichen Gefängnis eingesperrt. Am 6. Januar 1944 wurde sie zusammen mit ihrem Vater mit dem Transport 22T in das Vernichtungslager Auschwitz deportiert. Ihr Vater verlor sein Leben entweder noch während des Transportes oder unmittelbar nach der Ankunft in einer Gaskammer. Auch Nora Finzi hat die Shoah nicht überlebt. Ort und Tag ihrer Ermordung sind nicht bekannt. In ihrem Testament aus dem Jahr 1934, erneuert 1940, gab sie Anordnung, ihrer Büchereikarte zurückzuerstatten und was mit ihren Büchern zu geschehen habe – „sie sind das, was ich am meisten geliebt habe.“ |
|              | HIER WOHNTE GIANCARLO FOÀ GEBOREN 1930 VERHAFTET 25.11.1943 DEPORTIERT AUSCHWITZ ERMORDET                                  | Via Petrarca 15 ·                            | Giancarlo Foà wurde am 28. März 1930 in Padua geboren. Seine Eltern waren Giulia Formiggini und Mario Foà. Giancarlo hatte zwei Brüder, Giorgio Amos (1927) und Vittorio Enzo (1934). Nach der Besetzung Italiens durch die Deutschen am 8. September 1943 versuchte die Familie Foà in die Schweiz zu fliehen. Am 25. November 1943 wurde Giancarlo Foà mit seiner Familie an der Grenze zwischen der Schweiz und Italien, in der Nähe von Como festgenommen. Daraufhin war die Familie Foà im Gefängnis von Como in Haft, bis sie wenig später ins Gefängnis von Mailand überstellt wurde. Am 6. Dezember 1943 wurden Giancarlo Foà, seine Brüder und seine Eltern mit dem Transport Nr. 05 ins KZ Auschwitz deportiert. Über die Umstände, das Datum und den Ort des Todes des erst 13-jährigen Giancarlo Foà sind nach seiner Ankunft in Auschwitz am 11. Dezember keine Informationen bekannt. |
|              | HIER WOHNTE GIORGIO AMOS FOÀ GEBOREN 1927 VERHAFTET 25.11.1943 DEPORTIERT AUSCHWITZ ERMORDET                               | Via Petrarca 15 ·                            | Giorgio Amos Foà wurde am 13. Februar 1927 als erstes Kind des Paares Giulia Formaggini und Mario Foà in Padua geboren. 1930 kam sein Bruder Giancarlo, 1934 Vittorio Enzo auf die Welt. Zusammen mit seinen Brüdern und seinen Eltern versuchte der 16-jährige Giorgio Amos Foà in die Schweiz zu fliehen, wurde am 25. November 1943 jedoch in der Nähe von Como, an der Grenze zwischen Italien und der Schweiz von der Grenzpolizei festgenommen. Die Familie war darauf im Gefängnis der Stadt Como, dann in jenem Mailands interniert. Am 6. Dezember 1943 wurden Giorgio Amos Foà und seine Familie mit dem Transport Nr. 05 ins KZ Auschwitz deportiert. Bei seiner Ankunft im KZ wurde Giorgio Amos Foà mit der Matrikelnummer 167990 registriert. Giorgio Amos Foa wurde wenige Wochen später, am 28. Januar 1944, ermordet. Der Ort seines Todes ist nicht bekannt. Auch seine Brüder und seine Eltern überlebten die Shoah nicht. |
|              | HIER WOHNTE MARIO FOÀ GEBOREN 1896 VERHAFTET 25.11.1943 DEPORTIERT AUSCHWITZ ERMORDET                                      | Via Petrarca 15 ·                            | Mario Foà wurde am 9. Juli 1896 in Padua geboren. Seine Eltern waren Rosina Sara Angeli und Vittorio Foà. Mario heiratete Giulia Formaggini und hatte drei Söhne mit ihr: Giorgio Amos (1927), Giancarlo (1930) und Vittorio Enzo (1934). Mario Foà war Händler für Stoffe und Webwaren. Nach der Besetzung der Deutschen versuchte Mario Foà mit seiner Familie in die Schweiz zu fliehen. Am 25. November 1943 wurde die ganze Familie Foà in Como an der Grenze zwischen Italien und der Schweiz verhaftet. Mario, seine Ehefrau und seine Söhne waren daraufhin im Gefängnis von Como, dann in jenem von Mailand in Haft. Am 6. Dezember 1943 wurde die Familie mit dem Transport Nr. 05 ins KZ Auschwitz deportiert. Bei seiner Ankunft im KZ am 11. Dezember wurde Mario Foà mit der Matrikelnummer 167992 registriert. Seine Ehefrau war bereits während der Fahrt in einem der Waggons verstorben. Seine Söhne Giancarlo und Vittorio Enzo wurden vermutlich sofort nach der Ankunft ermordet. Mario Foà wurde nach dem 17. April 1944 ermordet. Der Ort seines Todes ist nicht bekannt. Kein Mitglied der Familie Foà überlebte die Shoah. |
|              | HIER WOHNTE VITTORIO ENZO FOÀ GEBOREN 1934 VERHAFTET 25.11.1943 DEPORTIERT AUSCHWITZ ERMORDET 11.12.1943                   | Via Petrarca 15 ·                            | Vittorio Enzo Foà wurde am 5. Februar 1934 in Padua geboren. Er war der jüngste Sohn des Paares Giulia Formaggini und Mario Foà und er hatte zwei ältere Brüder, Giorgio Amos und Giancarlo. Zusammen mit seinen älteren Brüdern und seinen Eltern wurde Vittorio Enzo Foà auf der Flucht am 25. November 1943 an der Grenze zwischen Italien und der Schweiz verhaftet. Nach wenigen Tagen im Gefängnis von Como wurden sie in jenes von Mailand überstellt. Am 6. Dezember 1943 wurde die Familie Foà mit dem Transport Nr. 05 ins KZ Auschwitz deportiert. Der neunjährige Vittorio Enzo Foà wurde bei seiner Ankunft im KZ am 11. Dezember mit dem Buchstaben S registriert und sofort ermordet. |
|              | HIER WOHNTE GIULIA FORMIGGINI FOÀ GEBOREN 1904 VERHAFTET 25.11.1943 DEPORTIERT AUSCHWITZ STARB WÄHREND DES TRANSPORTS      | Via Petrarca 15 ·                            | Giulia Formiggini Foà wurde am 20. Mai 1904 in Padua geboren. Ihre Eltern waren Ines Liscia und Formiggini Anselmo. Giulia Formiggini heiratete Mario Foà und hatte drei Söhne mit ihm: Giorgio Amos (1927), Giancarlo (1930) und Vittorio Enzo (1934). Auf der Flucht in die Schweiz wurde die Familie am 25. November 1943 an der Grenze zwischen Italien und der Schweiz von der Grenzpolizei festgenommen. Nach einigen Tagen der Haft in den Gefängnissen von Como und Mailand wurde die Familie am 6. Dezember mit dem Transport Nr. 05 ins KZ Auschwitz deportiert. Giulia Formaggini Foà starb in einem der Waggons während der Deportation. Auch ihre Söhne und ihr Ehemann überlebten die Shoah nicht. |
|              | HIER WOHNTE ADA ANCONA GESESS GEBOREN 1896 VERHAFTET 16.12.1943 DEPORTIERT AUSCHWITZ ERMORDET 3.8.1944                     | Via Roma 48 ·                                | Ada Ancona Gesess wurde am 3. August 1896 in Triest geboren. Ihre Eltern waren Felice Ancona und Elisa Vita. Sie heiratete Elia Gesess, das Paar hatte zwei Töchter, Elisa (geboren 1922) und Sara Simon (geboren 1937). Nach dem Waffenstillstand von Cassibile und der NS-Machtübernahme in Italien erkannte die jüdische Familie die Gefahr und entschloss sich zur Flucht in die Schweiz. Die ältere Tochter Elisa, inzwischen verheiratet mit Renato Parenzo und Mutter eines Sohnes, ging nicht mit, da sie schwanger war. Sie versteckte sich mit ihrer Familie nahe dem Monte Grappa. Am 16. Dezember wurden Ada Ancona Gesess, ihr Mann und ihre Tochter in Tirano nahe der Schweizer Grenze, angehalten und verhaftet. Alle drei wurden zuerst im Gefängnis von Sondrio eingesperrt, dann im KZ Vo’ Vecchio von Padua und später in der Risiera di San Sabba, einem Durchgangslager in Triest. Ada Ancona Gesess, ihr Ehemann und ihre jüngere Tochter wurden am 31. Juli 1944 mit dem Transport 33T in das Vernichtungslager Auschwitz deportiert. Bei der Selektion unmittelbar nach der Ankunft in Auschwitz am 3. August 1944 wurde die Familie getrennt. Der Vater wurde zur Zwangsarbeit eingeteilt. Ada Ancona Gesess und ihre Tochter Sara wurden noch am selben Tag in einer Gaskammer ermordet. Der Ehemann überlebte Auschwitz, wurde in das KZ Dachau überstellt und dort am 15. Februar 1945 vom NS-Regime ermordet. Die Shoah überleben konnten die ältere Tochter Elisa Parenzo, deren Ehemann und zwei Enkelsöhne. 1947 wurde Elisa erneut Mutter, ihre Tochter trägt die Vornamen von Schwester und Mutter. Ebenfalls 1947 scheiterte die Ehe. 1952 heiratete sie Nino Nenzi. Elisa Parenzo starb am 28. August 2005. |
|              | HIER WOHNTE ELIA GESESS GEBOREN 1898 VERHAFTET 16.12.1943 DEPORTIERT AUSCHWITZ ERMORDET 15.2.1945 DACHAU                   | Via Roma 48 ·                                | Elia Gesess wurde am 6. Oktober 1898 in Odessa, damals Russisches Kaiserreich, geboren. Seine Eltern waren Simeone Gesess und Fanny Grangischj. Er hatte eine ältere Schwester, Clara (geboren 1896). Er war verheiratet mit Ada Ancona, das Paar hatte zwei Töchter, Elisa (geboren 1922) und Sara Simon (geboren 1937). Nach dem Waffenstillstand von Cassibile und der NS-Machtübernahme in Italien erkannte die jüdische Familie die Gefahr und entschloss sich zur Flucht in die Schweiz. Die ältere Tochter Elisa, inzwischen verheiratet und Mutter eines Sohnes, ging nicht mit, da sie erneut schwanger war. Am 16. Dezember wurden Elia Gesess, seine Frau und seine Tochter in Tirano, nahe der Schweizer Grenze, verhaftet. Sie wurden zuerst im Gefängnis von Sondrio eingesperrt, dann im KZ Vo’ Vecchio von Padua, dann in der Risiera di San Sabba, einem Durchgangslager in Triest. Am 31. Juli 1944 wurde sie mit dem Transport 33T in das Vernichtungslager Auschwitz deportiert. Bei der Selektion unmittelbar nach der Ankunft in Auschwitz am 3. August 1944 wurde die Familie getrennt. Elia Gesess wurde zur Zwangsarbeit eingeteilt, seine Frau und seine Tochter Sara wurden noch am selben Tag in einer Gaskammer ermordet. Elia Gesess wurde im Rahmen der Evakuierung des Lagers in das KZ Dachau überstellt und kam dort am 15. Februar 1945 um. Die Shoah überleben konnten neben seiner Schwester auch seine ältere Tochter, deren Ehemann und die beiden Enkelsöhne Roberto und Sandro. Die Tochter und deren Familie hatten sich in der Nähe des Monte Grappa versteckt. Nach dem Untergang des NS-Regimes, im Jahr 1947, kam noch die Enkeltochter Sara Ada zur Welt. |
|              | HIER WOHNTE SARA GESESS GEBOREN 1937 VERHAFTET 16.12.1943 DEPORTIERT AUSCHWITZ ERMORDET 3.8.1944                           | Via Roma 48 ·                                | Sara Gesess wurde am 27. März 1937 in Padua geboren. Ihre Eltern waren Elia Gesess und Ada Ancona, ihr Vater stammte aus Odessa. Sie hatte eine 15 Jahre ältere Schwester, Elisa (geboren 1922). Nach der Machtergreifung der Nationalsozialisten in weiten Teilen Italiens und entschlossen sich ihre Eltern, beide jüdischer Herkunft, zur Flucht in die Schweiz. Die Schwester, inzwischen verheiratet und Mutter eines Sohnes, ging nicht mit, da sie schwanger war. Am 16. Dezember wurde Sara Gesses zusammen mit ihren Eltern in Tirano, nahe der Schweizer Grenze, aufgehalten und verhaftet. Sie wurden zuerst im Gefängnis von Sondrio eingesperrt, dann im KZ Vo’ Vecchio von Padua. Ihre Mutter versuchte sie zu retten, drängte Sara sich zu verstecken, doch wurde sie einen Tag später von Nonnen ausgeliefert, sie befürchteten Repressalien für sich. Bei der Verlegung der Gefangenen in die Risiera di San Sabba, einem Durchgangslager in Triest, versuchte ihre Mutter erneut sie zu retten. Sie steckte ihr einen Zettel an die Brust mit der Bitte, das Kind zu retten und zu ihrer Schwägerin zu bringen. Tatsächlich wurde Sara zu ihrer Tante Clara gebracht. Doch deutsche Soldaten erschienen bei der Tante und rissen ihr das Kind aus den Armen. Sara Gesess und ihre Eltern wurden am 31. Juli 1944 mit dem Konvoi 33T in das Vernichtungslager Auschwitz deportiert. Bei der Selektion unmittelbar nach der Ankunft in Auschwitz am 3. August 1944 wurde die Familie getrennt. Ihr Vater wurde zur Zwangsarbeit eingeteilt. Sara Gesess und ihre Mutter wurden noch am selben Tag in einer Gaskammer ermordet. Ihr Vater wurde am 15. Februar 1945 im KZ Dachau ermordet. Ihre Schwester, deren Ehemann und Kinder sowie eine Tante konnten die Shoah überleben. |
|              | HIER LEHRTE ALBERTO GOLDBACHER GEBOREN 1883 VERHAFTET 22.9.1944 DEPORTIERT AUSCHWITZ ERMORDET 28.10.1944                   | Via VIII Febbraio 1848, 2 · Palazzo del Bo · | Alberto Goldbacher wurde am 25. Januar 1883 in Verona geboren. Seine Eltern waren Ignazio Goldbacher und Ulda Pardo. Alberto Goldbacher war verheiratet mit Aurora Talillo, einer Nichtjüdin. Das Paar hatte zwei Kinder, Ulda und Rodolfo (geboren 1925). Er absolvierte ein Ingenieursstudium an der Universität in Mailand. Danach war er an der Schaffung des elektrischen Systems in der Region Verona beteiligt. Auf Grund seiner Arbeit, die auch als kriegswichtig angesehen wurde, befreite man ihn 1915 vom Militärdienst. Im Jahr 1919 zog er nach Padua und wurde dort Direktor des Elektrizitätsunternehmens SADE. Des Weiteren war er Präsident des Croce Verde (Grünes Kreuz) und Vizepräsident der jüdischen Gemeinde. Ab 1938 lehrte Goldbacher an der Universität von Padua. Nachdem er auf Grund der Rassengesetze von 1938 seine Arbeit verlor, gründete und leitete er zusammen mit Augusto Levi die jüdischen Schulen in Padua und Venedig. Am 3. Dezember 1943 wurde er das erste Mal verhaftet und in das KZ Vo’ Vecchio deportiert, er war damit unter den ersten 15 Juden, die am ersten Tag der Inbetriebnahme des Lagers dort interniert wurden. Am 11. Dezember 1943 wurde er wieder frei gelassen, da seine Frau keine Jüdin war. Dies half ihm allerdings nicht lang, am 22. September 1944 wurde er in Piove di Sacco erneut verhaftet, wurde zuerst im Gefängnis von Padua inhaftiert, dann in Verona und schließlich in Bozen. Am 24. Oktober 1944 wurde er von Bozen aus mit dem Transport Nr. 18 ins Vernichtungslager Auschwitz deportiert. Alberto Goldbacher wurde dort am Tag der Ankunft des Transportes, den 28. Oktober 1944, sofort ermordet. Sein Sohn Rodolfo wurde ebenfalls deportiert, konnte aber die Shoah überleben. Rodolfo wanderte nach dem Krieg nach London aus und wurde dort Obsthändler. Er hatte zumindest einen Sohn, den er nach seinem Vater, Alberto, benannte. Seine Tochter Ulda, verheiratete Sacerdoti, konnte ebenfalls überleben. |
|              | HIER STUDIERTE GIUSEPPE KROÒ GEBOREN 1919 VERHAFTET 27.4.1944 DEPORTIERT AUSCHWITZ ERMORDET                                | Via VIII Febbraio 1848, 2 · Palazzo del Bo · | Giuseppe Kroò wurde am 29. Oktober 1919 in Budapest geboren. Seine Eltern waren Luigi Kroo (geboren 1885 in Mukatschewo in der Westukraine, damals Königreich Ungarn) und Nelly Vamos (geboren 1896 in Stawropol im Nordkaukasus). Er hatte einen jüngeren Bruder Alessandro (geboren 1923 in Budapest). Giuseppe Kroò studierte in Padua. Die Familie lebte mit den Großeltern mütterlicherseits im damals italienischen Fiume, heute Rijeka. Am 27. März 1944 wurden er gemeinsam mit seinem Bruder, seinem Vater und seiner Großmutter verhaftet und vorerst im Casa Wortmann, ein Gefängnis in Sušak, gesperrt. Danach waren die vier Familienangehörigen im Gefängnis von Triest inhaftiert. Am 27. April 1944 wurden Giuseppe Kroò und seine Verwandten mit dem Transport 26T in das Vernichtungslager Auschwitz deportiert. Unmittelbar nach der Ankunft am 30. April 1944 in Auschwitz wurde die Großmutter in einer Gaskammer ermordet. Kroò, sein Vater und sein Bruder wurden zur Zwangsarbeit eingeteilt. Giuseppe Kroò wurde die Nummer 184928 eintätowiert. Sein Vater wurde am 27. Oktober 1944 vom NS-Regime ermordet. Auch Giuseppe Kroò verlor am 31. März 1945 sein Leben. Damals war das Konzentrationslager bereits befreit, doch starben noch viele Häftlinge an den Folgen der Zwangsarbeit, der Unterernährung und der Infektionskrankheiten. Sein Großvater und seine Mutter befanden sich in Ponte Tresa, als sie am 28. April 1944 verhaftet wurden. Sie wurden zuerst im Gefängnis von Varese inhaftiert, danach im Gefängnis von Mailand. Beide wurde am 19. Mai 1944 mit Transport 12 von Mailand in das KZ Bergen-Belsen deportiert, wo sie vier Tage später ankamen. Sein Großvater Sigismondo Vamos wurde ermordet, sein Todestag ist nicht bekannt. Kroòs Mutter wurde am 27. Januar 1945 befreit. Sein Bruder wurde aus dem KZ Auschwitz in das KZ Natzweiler-Struthof überstellt und in dessen Außenlager Echterdingen und Weichingen. Er wurde am 7. April 1945 befreit und kehrte am 22. August 1945 nach Italien zurück. In den 1990er Jahren diente als Zeitzeuge, 1997 wirkte er am Film Memoria von Ruggero Gabbai mit. Alessandro Kroò starb am 23. Februar 2005 in Monte Carlo. Eine Tante und ein Onkel von Giuseppe Kroò wurden ebenfalls ermordet. |
|              | HIER WOHNTE ADA LEVI GEBOREN 1874 VERHAFTET 31.12.1943 DEPORTIERT AUSCHWITZ ERMORDET 3.8.1944                              | Via Giovanni Prati, 7 ·                      | Ada Levi wurde am 19. April 1874 in Padua geboren. Ihre Eltern waren Giacomo Levi und Enrichetta Levi. Ada Levi war verheiratet mit Giulio Ancona. Das Paar hatte zwei Kinder, Enrico und Irma. Sie wurde am 31. Dezember 1943 zusammen mit ihrer Tochter verhaftet und im KZ Vo' Vecchio in Padua interniert. Von dort wurden sie in die Risiera di San Sabba überstellt. Am 31. Juli 1944 wurde sie mit ihrer Tochter mit dem Transport 33T in das Vernichtungslager Auschwitz deportiert. Ada Levi wurde dort ebenso wie ihre Tochter am Tag der Ankunft des Transportes, am 3. August 1944, ermordet. Ihr Ehemann wurde einen Tag vor ihrer Deportation nach Auschwitz ebenfalls verhaftet und drei Tage nach ihr ebenfalls ermordet. Ihr Sohn konnte sich verstecken, nahm eine andere Identität an und überlebte so die Shoah. Dessen Tochter, Maria Antonietta Ancona, wurde später Präsidentin des Sizilianischen Institutes für Hebräische Studien. Sie war bei der Verlegung der Stolpersteine für ihre Familienangehörigen anwesend. |
|              | HIER LEHRTE AUGUSTO LEVI GEBOREN 1884 VERHAFTET 27.1.1944 DEPORTIERT AUSCHWITZ ERMORDET 3.8.1944                           | Via VIII Febbraio 1848, 2 · Palazzo del Bo · | Augusto Levi wurde am 18. Juli 1884 in Padua geboren. Seine Eltern waren Guglielmo Levi und Marianna Padova. Während des Ersten Weltkrieges war er Hauptmann in der italienischen Armee. Nach dem Krieg wurde er mit dem Orden der Krone von Italien ausgezeichnet. Levi studierte Physik und wurde Lehrer für Mathematik und Physik am Liceo Tito Livio, er wurde auch stellvertretender Direktor dieser Schule. Er heiratete Giovanna D'Italia. Das Paar hatte den Sohn Alvise (geboren 1927), sie lebten in der Via Giosuè Carducci, 27. Im Jahr 1938 wurde er Dekan des Niccolò Tommaseo in Venedig, zeitgleich lehrte er an der Universität Padua Physik an der Medizinischen Fakultät. Nach dem Inkrafttreten der Rassengesetze 1938 durfte er nicht mehr lehren. Zusammen mit Alberto Goldbacher gründete und leitete er in Padua und Venedig jüdische Schulen, so konnten die ausgeschlossenen jüdischen Kinder weiter ausgebildet werden. Am 27. Januar 1944 wurde Augusto Levi zusammen mit seiner Frau und seinem Sohn verhaftet und im KZ Vo' Vecchio interniert. Das Lager wurde am 17. Juli 1944 geschlossen, die Familie wurde in die Risiera di San Sabba von Triest überstellt. Am 31. Juli 1944 wurde Levi zusammen mit seiner Frau und seinem Sohn mit dem Transport 33T in das Vernichtungslager Auschwitz deportiert. Augusto Levi wurde dort am Tag der Ankunft des Transportes, dem 3. August 1944, ermordet. Ebenso wurde seine Frau sofort ermordet. Sein Sohn Alvise wurde für das Lager selektiert, dann nach Dachau überstellt und dort am 19. Dezember 1944 ebenfalls ermordet. |
|              | HIER WOHNTE MARCELLO LEVI MINZI GEBOREN 1894 VERHAFTET 4.2.1944 DEPORTIERT AUSCHWITZ ERMORDET 3.8.1944                     | Via Roma 30 ·                                | Marcello Levi Minzi wurde am 7. Juli 1894 in Padua geboren. Seine Eltern waren Giuseppe Levi Minzi und Clotilde Levi. Er hatte eine Schwester, Elena. Levi Minzi war Ladenbesitzer und verheiratet mit Elene Nora Levi. Das Parr hatte die 1934 geborene Tochter Dora. Mit seiner Mutter versteckte er sich in einem Haus der Familie Lazzari in der Via Marsala. Hier versteckten sich viele Verfolgte, warteten auf ihre Fluchtmöglichkeiten zum Beispiel in die Schweiz. Am 28. Juli 1944 wurde Levi Minzi hier verhaftet und in der Risiera di San Sabba bei Triest interniert. Am 31. Juli 1944 wurde er mit dem Transport 33T ins Vernichtungslager Auschwitz deportiert. Marcello Levi Minzi wurde dort am Tag der Ankunft des Transportes, den 3. August 1944, ermordet. Seine Mutter Clotilde Levi überlebte die Shoah, Marcello Levi Minzis Schwester Elena holte sie aus dem Haus der Lazzaris ab und brachte sie in Sicherheit. Auch seine Tochter überlebte die Shoah und gründete in Israel eine Familie. |
|              | HIER WOHNTE PAOLO SHAUL LEVI GEBOREN 1904 VERHAFTET 5.12.1943 DEPORTIERT AUSCHWITZ ERMORDET                                | Via Fabbri, 3                                | Paolo Shaul Levi (1904–1944 oder 1945) |
|              | HIER STUDIERTE DESIDERIO MILCH GEBOREN 1923 VERHAFTET 20.3.1944 DEPORTIERT AUSCHWITZ ERMORDET                              | Via VIII Febbraio 1848, 2 · Palazzo del Bo · | Desiderio Milch (1923–1944) |
|              | IN PADUA WOHNTE GIUSEPPE PARENZO GEBOREN 1886 VERHAFTET 29.7.1944 DEPORTIERT AUSCHWITZ ERMORDET 3.8.1944                   | Via delle Piazze, 26 ·                       | Giuseppe Parenzo wurde am 12. Dezember 1886 in Rovigo geboren. Er entstammte einer bekannten Familie aus Rovigo, die als äußerst patriotisch bekannt war. Mehrere männliche Mitglieder der Familie hatten in den Befreiungskriegen für die Unabhängigkeit Italiens gekämpft, darunter auch sein Vater, Libero Parenzo. Seine Mutter war Anita Praga. Er hatte einen älteren Bruder, Italo (geboren 1883), eine jüngere Schwester, Ada (geboren 1893). Im Ersten Weltkrieg war Parenzo als Infanterieleutnant in Albanien eingesetzt. Er war verheiratet mit Elda Vigevani, das Paar hatte einen Sohn, Renato (geboren 1917). Als Renato sechs Jahre alt war, starb Elda Vigevani. Fortan lebte Giuseppe Parenzo mit seinem Sohn und seinem unverheirateten Bruder im Haus Corso del Popolo, 14. Die italienischen Rassengesetze von 1938 bedeuteten eine einschneidende Änderung im Berufsleben der Brüder, die nur mehr jüdische Klienten betreuen könnten. Giuseppe setzte seine Arbeit als freiberuflicher Buchhalter fort, Italo war als Versicherungsvertreter tätig. Die Brüder teilten sich ein Büro in der Via Zabarella 30. Sein Sohn Renato konnte gerade noch sein Studium der Rechtswissenschaften abschließen, war jedoch aufgrund seiner jüdischen Herkunft von allen staatlichen Funktionen ausgeschlossen. Giuseppe Parenzo wurde am 29. Juli 1944 im Krankenhaus von Padua verhaftet und in der Risiera di San Sabba inhaftiert. Dort befand sich bereits Italo, sein Bruder. Zwei Tage später, am 31. Juli 1944, wurden die Brüder gemeinsam mit zahlreichen in Padua gefangen genommenen Juden mit dem Transport 33T in das Vernichtungslager Auschwitz deportiert. Giuseppe Parenzo und sein Bruder Italo wurden unmittelbar nach der Ankunft am 3. August 1944 in Auschwitz in einer Gaskammer ermordet. Renato Parenzo war verheiratet mit Elisa Gesess, das Paar konnte sich mit den zwei Kindern Roberto und Sandro in der Gegend um den Monte Grappa verstecken und so die Shoah überleben. Dort fanden auch Ada Venezia und ihr Ehemann Zuflucht, doch starb die Schwester von Giuseppe und Italo Parenzo im Versteck. 1947 wurde noch eine Enkeltochter von Giuseppe Parenzo geboren. Im selben Jahr kam es jedoch zur Scheidung des Ehepaares Renato Parenzo und Elisa Gesess. |
|              | IN PADUA WOHNTE ITALO PARENZO GEBOREN 1883 VERHAFTET DEZ. 1943 DEPORTIERT AUSCHWITZ ERMORDET 3.8.1944                      | Via delle Piazze, 26 ·                       | Italo Parenzo wurde am 26. August 1883 in Rovigo geboren. Seine Eltern waren Libero Parenzo und Anita Praga. Sein Vater, wie zahlreiche männliche Verwandte, haben in einem der Befreiungskriege gekämpft. Er hatte zwei jüngere Geschwister, Giuseppe (geboren 1886) und Ada (geboren 1893). Im Ersten Weltkrieg war er in der Territorialmiliz eingesetzt. Italo Parenzo studierte Jura an der Universität von Padua und schloss mit voller Punktzahl ab. absolvierte ein Jurastudium mit voller Punktzahl in Padua und wurde Versicherungsvertreter. Er veröffentlichte unter anderem eine große Studie über Sozialwohnungen. Parenzo blieb unverheiratet und lebte – nach dem Tod seiner Schwägerin – gemeinsam mit seinem Bruder und dessen Sohn Renato im Haus Corso del Popolo, 14. Die italienischen Rassengesetze von 1938 bedeuteten eine einschneidende Zäsur im Berufsleben der Brüder, die sich ein Büro in der Via Zabarella 30 teilten. Italo Parenzo erkannte die Gefahr und versteckte sich bei Maria Nettani, in deren Haus wurde er nach einer Fahndung am 1. Dezember 1943 verhaftet und war bis zu dessen Schließung am 17. Juli 1944 im KZ Vo’ Vecchio inhaftiert. Danach wurde er in die Risiera di San Sabba in Triest überstellt. Dort langte auch sein Bruder ein, der erst im Ende Juli 1944 verhaftet worden war. Zwei Tage später, am 31. Juli 1944, wurden Italo und Giuseppe Parenzo gemeinsam mit zahlreichen in Padua gefangen genommenen Juden mit dem Transport 33T in das Vernichtungslager Auschwitz deportiert. Italo Parenzo und sein Bruder wurden unmittelbar nach der Ankunft am 3. August 1944 in Auschwitz in einer Gaskammer ermordet. Seine Schwester, Ada Venezia, und ihr Ehemann sowie der Neffe und seine Familie versteckten sich in der Gegend um den Monte Grappa. Dort starb seine Schwester, die anderen Verwandten konnten die Shoah überleben. |
|              | HIER STUDIERTE PAOLO TOLENTINO GEBOREN 1917 VERHAFTET 3.2.1944 DEPORTIERT AUSCHWITZ ERMORDET                               | Via VIII Febbraio 1848, 2 · Palazzo del Bo · | Paolo Tolentino wurde am 19. Februar 1917 in Graz geboren. Seine Eltern waren Giuseppe Tolentino, ein pensionierter Richter, und Anna Polacco, beide italienische Staatsbürger. Er hatte zumindest eine Schwester, Stela Fintzi. 1935 ging er wegen des Studiums der Literaturwissenschaft nach Padua. Seine Familie zog nach Rom. Er beantragte am 7. November 1938 seine Versetzung an die Universität von Rom, welche genehmigt wurde. Am 3. Februar 1944 wurde er von italienischen Streitkräften in Rom verhaftet. Er war zuerst in Verona interniert, dann im Durchgangslager Fossoli. Am 26. Juni 1944 wurde er mit Transport Nr. 13 in das Vernichtungslager Auschwitz deportiert. Wann und wo er ermordet wurde, ist unbekannt. |
|              | IN PADUA WOHNTE CELINA TRIESTE GEBOREN 1906 VERHAFTET 6.10.1944 INTERNIERT RISIERA DI SAN SABBA ERMORDET OKT. 1944         | Via delle Piazze                             | Celina Trieste wurde am 20. September 1906 in Padua geboren. Ihre Eltern waren Eugenio Moisè Trieste und Virginia Benedetta Corinaldi. Sie hatte eine Schwester, Nina. Sie wurde am 31. März 1944 im Ospedale psichiatrico di San Clemente von Venedig verhaftet und wurde danach im KZ Risiera di San Sabba von Triest interniert. Als im Herbst 1944 die Deportation in das Vernichtungslager Auschwitz bevorstand, erklärten Celina Trieste sowie Clara Braun, Augusto Fano, Anna Jarach, Giuseppe Krebs und Gina Giulia Mieli, alle vormals Patienten in San Clemente, eine lange Deportationsreise nicht überleben zu können. Sie wurden daraufhin an Ort und Stelle umgebracht. CDEC nennt als Tag der Ermordung den 1. Oktober 1944. |
|              | HIER WOHNTE GUIDO USIGLI GEBOREN 1873 VERHAFTET 30.7.1944 DEPORTIERT AUSCHWITZ ERMORDET 6.8.1944                           | Via San Martino e Solferino, 30              | Guido Usigli (1873–1944) |

### San Pietro in Gu
In San Pietro in Gu wurde ein Stolperstein verlegt.
| Stolperstein | Übersetzung                                                                                                  | Verlegeort                                   | Name, Leben                  |
| ------------ | --- | -------------------------------------------- | ---------------------------- |
|              | HIER WOHNTE GIACOMO PRANDINA GEBOREN 1917 VERHAFTET 31.10.1944 DEPORTIERT 1945 MAUTHAUSEN ERMORDET 13.3.1945 | Piazza Giacomo Prandina · San Pietro in Gu · | Giacomo Prandina (1917–1945) |

## Verlegedaten

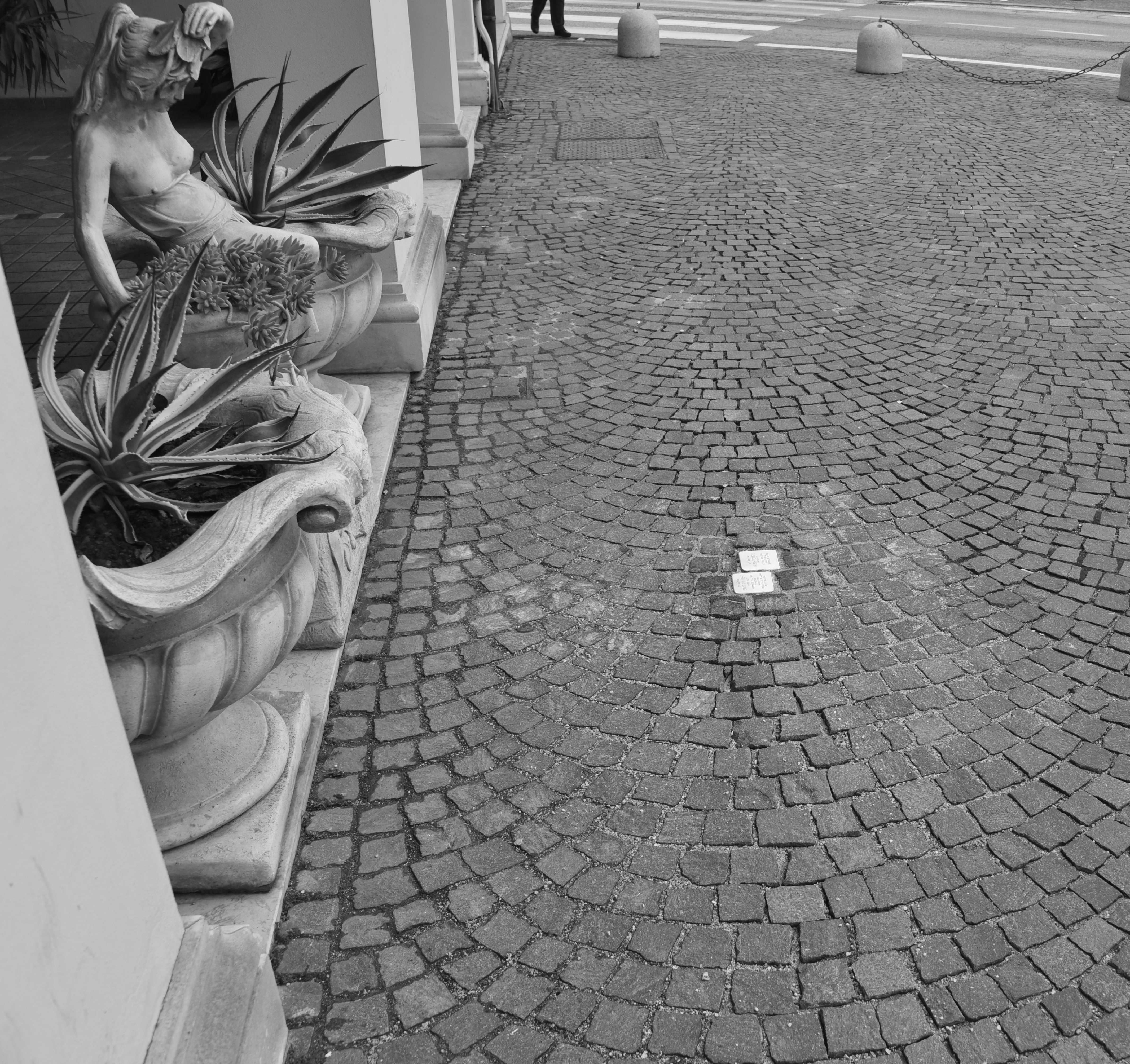
Stolpersteine in Bovolenta

- 13. Januar 2015: Padua (Via Petrarca 15, Via Roma 48)
- 19. Januar 2016: Padua (Via San Martino e Solferino, 9)
- 21. Januar 2018: Padua (vor dem Palazzo del Bo, Via 8 Febbraio 1848, 2) zum Gedenken an Studierende und Lehrende der Universität Padua, die im Rahmen des Holocaust ermordet wurden.[73]
- 21. Januar 2018: Gemeinde Bovolenta[74]
- 23. Januar 2020: Padua (Via Giovanni Prati, 7)
- 21. Januar 2021: Padua (Via delle Piazze; Via San Martino e Solferino, 13 und 30; Piazza del Santo/Orto Botanico)
- 27. Januar 2022: Padua (vor dem Palazzo del Bo (Desiderio Milch); Via Fabbri 3)
- 20. April 2024: San Pietro in Gu